# Temporada de tufões no Pacífico de 1998

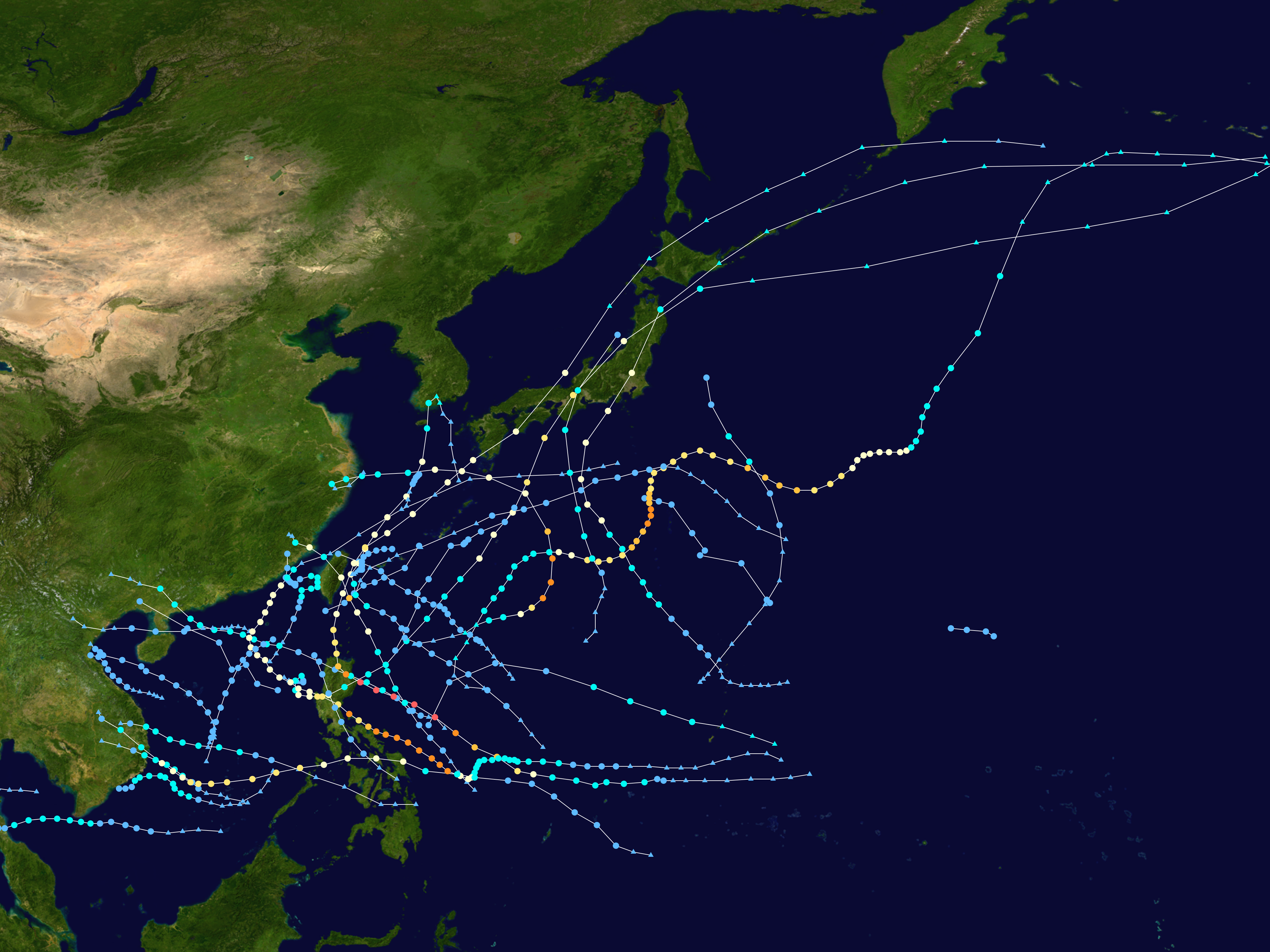
Mapa resumo da temporada

Lista de tufões no Pacífico de 1998
| Número | Nome    | Trajetória | Formação (UTC)   | Dissipação (UTC) | Pressão mais baixa (hPa) |
| ------ | ------- | ---------- | ---------------- | ---------------- | ------------------------ |
| 199801 | NICHOLE |            | 1998-07-09 06:00 | 1998-07-10 12:00 | 998                      |
| 199802 | OTTO    |            | 1998-08-03 00:00 | 1998-08-05 06:00 | 970                      |
| 199803 | PENNY   |            | 1998-08-09 00:00 | 1998-08-11 12:00 | 985                      |
| 199804 | REX     |            | 1998-08-25 00:00 | 1998-09-07 00:00 | 955                      |
| 199805 | STELLA  |            | 1998-09-13 18:00 | 1998-09-16 12:00 | 965                      |
| 199806 | TODD    |            | 1998-09-16 06:00 | 1998-09-20 00:00 | 955                      |
| 199807 | VICKI   |            | 1998-09-17 12:00 | 1998-09-23 00:00 | 960                      |
| 199808 | WALDO   |            | 1998-09-20 06:00 | 1998-09-21 12:00 | 994                      |
| 199809 | YANNI   |            | 1998-09-28 00:00 | 1998-09-30 09:00 | 965                      |
| 199810 | ZEB     |            | 1998-10-10 18:00 | 1998-10-18 00:00 | 900                      |
| 199811 | BABS    |            | 1998-10-15 00:00 | 1998-10-27 12:00 | 940                      |
| 199812 | CHIP    |            | 1998-11-12 06:00 | 1998-11-14 00:00 | 994                      |
| 199813 | DAWN    |            | 1998-11-19 06:00 | 1998-11-20 00:00 | 998                      |
| 199814 | ELVIS   |            | 1998-11-24 12:00 | 1998-11-26 06:00 | 992                      |
| 199815 | FAITH   |            | 1998-12-09 12:00 | 1998-12-14 00:00 | 970                      |
| 199816 | GIL     |            | 1998-12-09 18:00 | 1998-12-11 06:00 | 992                      |